# أغروم
أغروم (الأمازيغية: ⴰⵖⵔⵓⵎ) هو خبز تقليدي يطبخ في شمال أفريقيا، يستخدم هذا المصطلح من قبل الأمازيغ للإشارة إلى الخبز. والذي يتم ٳستخدامه بشكل شائع في المناطق الناطقة باللغة الأمازيغية مثل منطقة القبائل، الأطلس البليدي، الأوراس، سوس، الأطلس المتوسط، الريف وغيرهم. ويتواجد هذا الخبز أيضًا في مناطق أخرى، مثل ورقلة في الجزائر، والشاوية في المغرب.

## التسمية
تأتي كلمة أغروم من اللغة الأمازيغية وتعني الخبز.

## طريقة التحضير

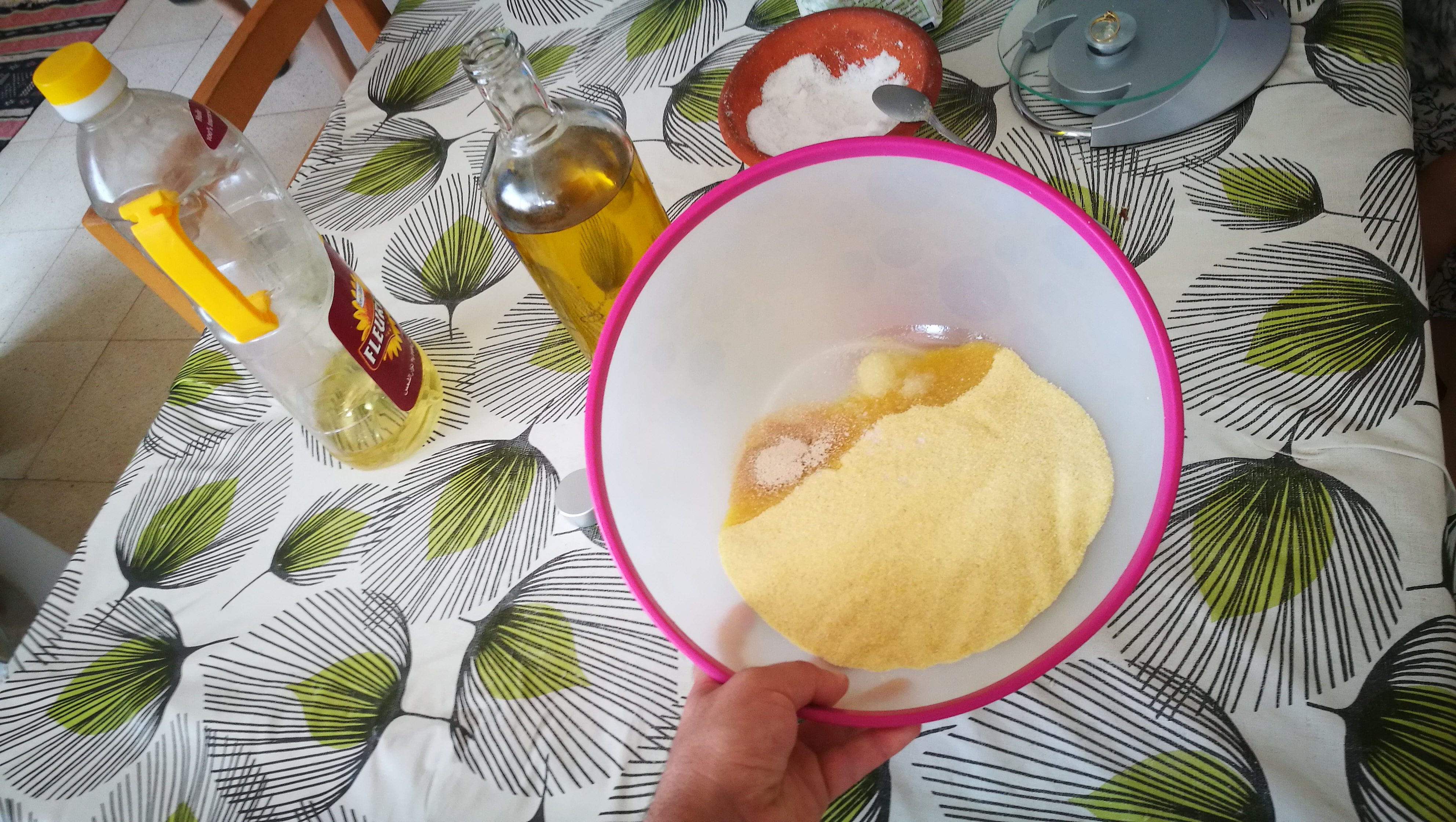
1
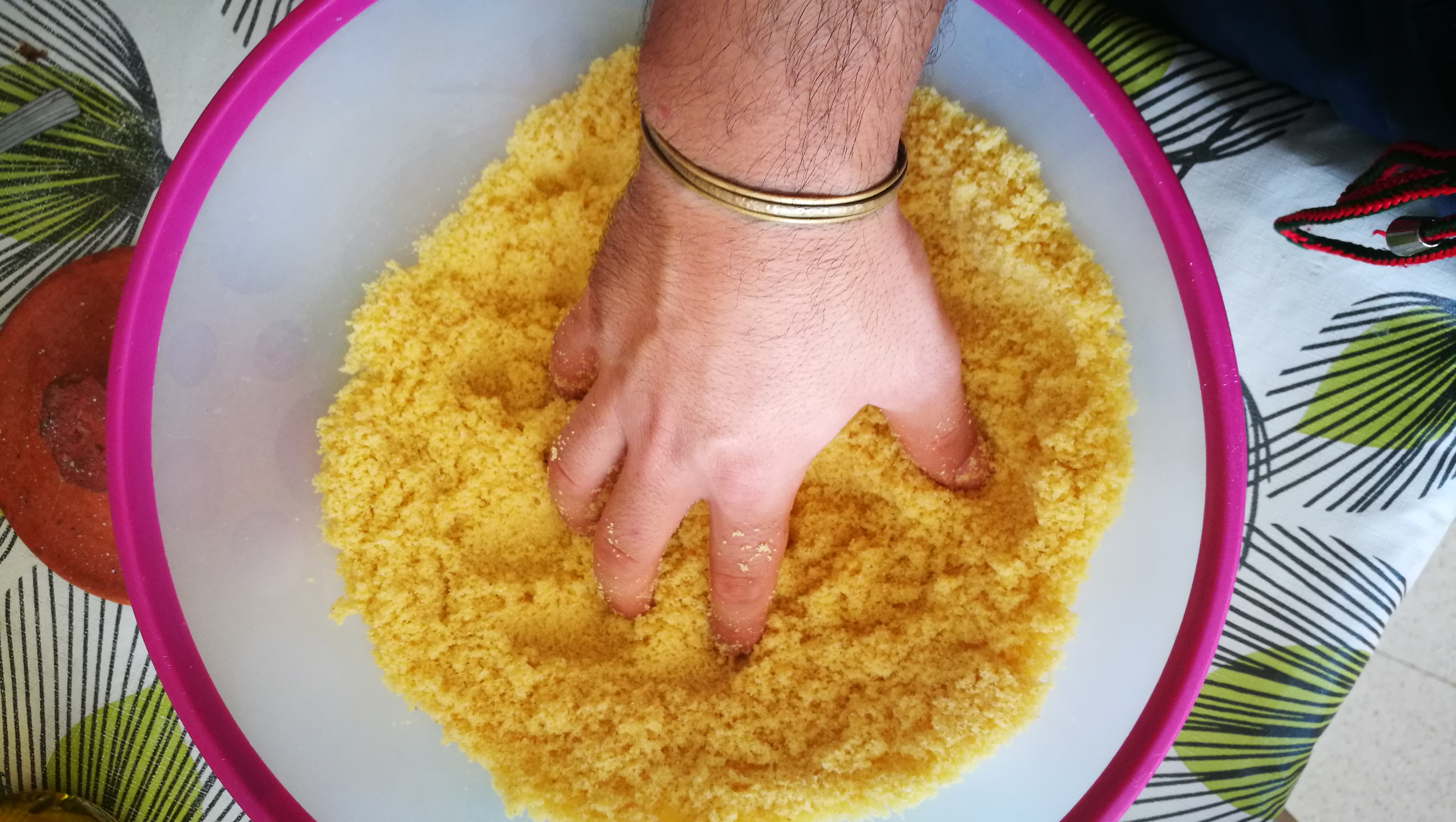
2
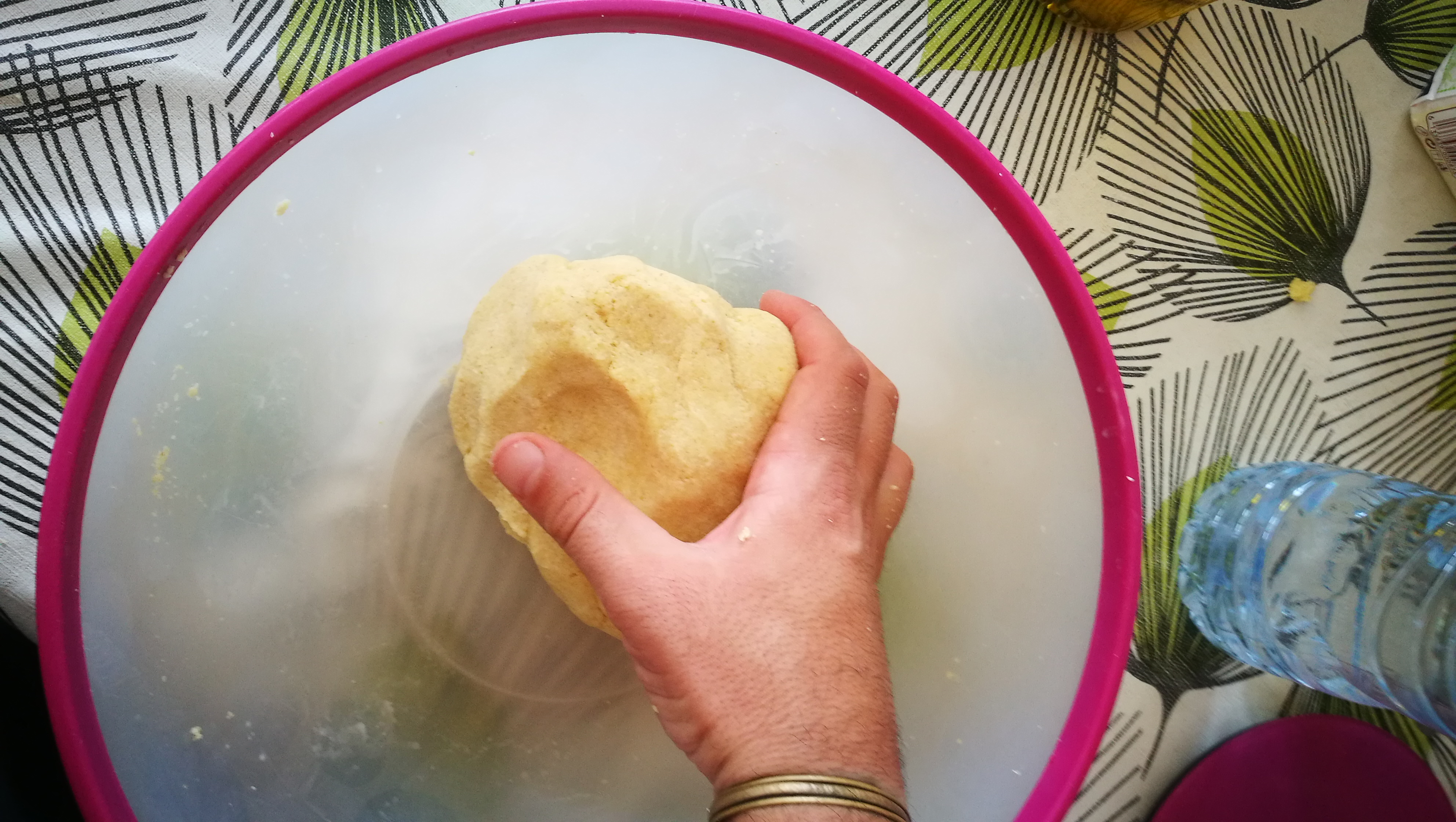
3
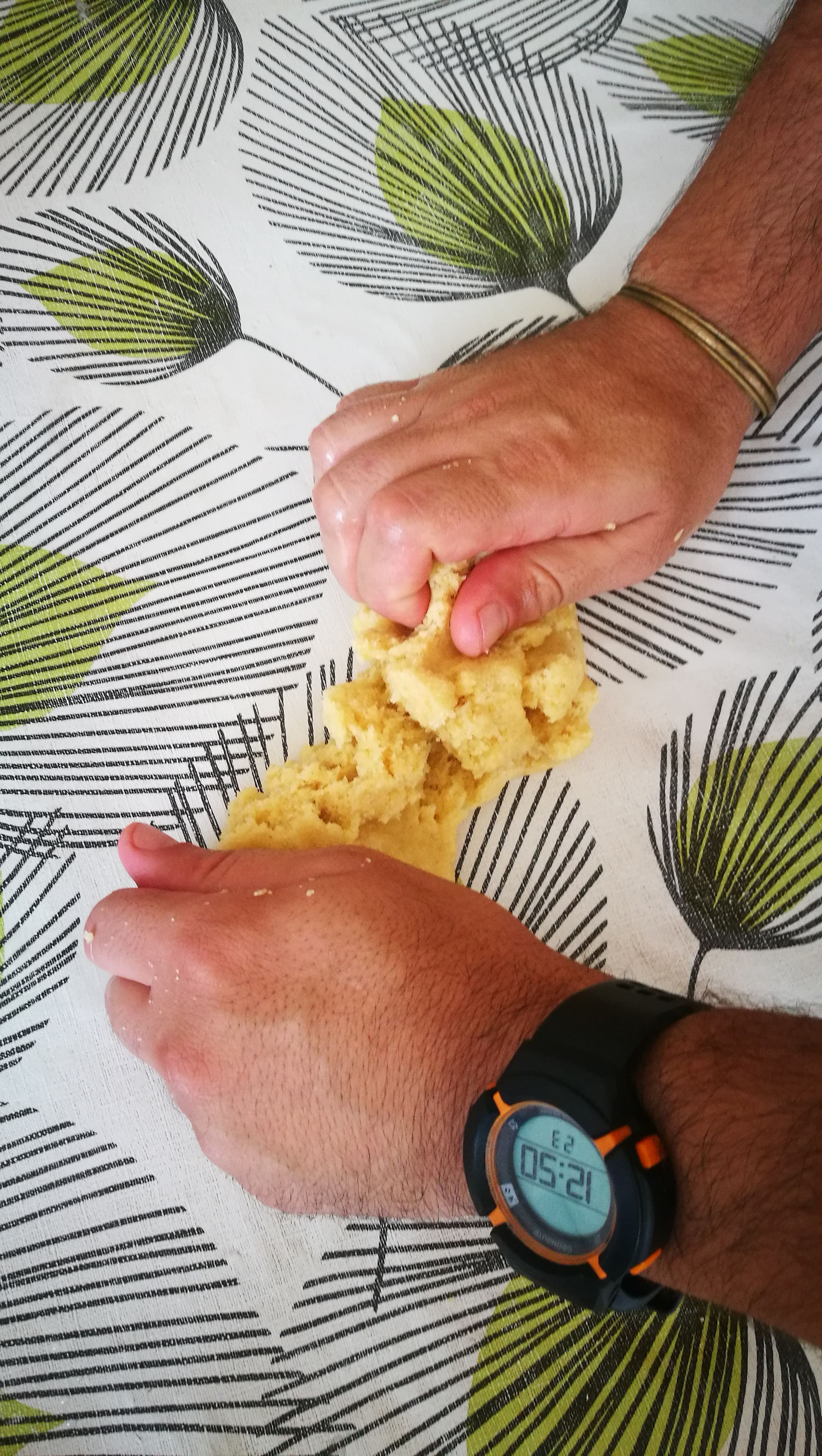
4
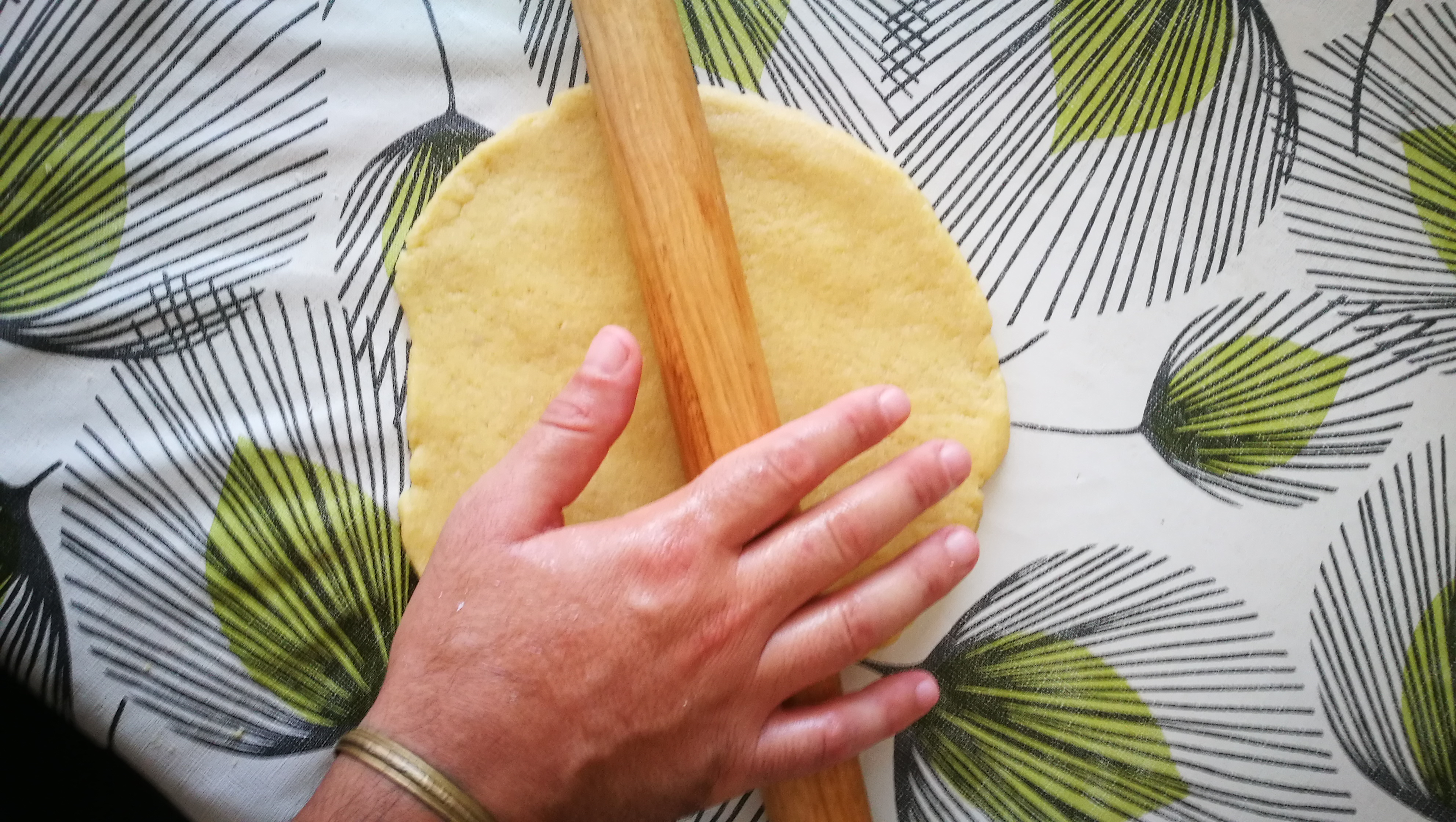
5
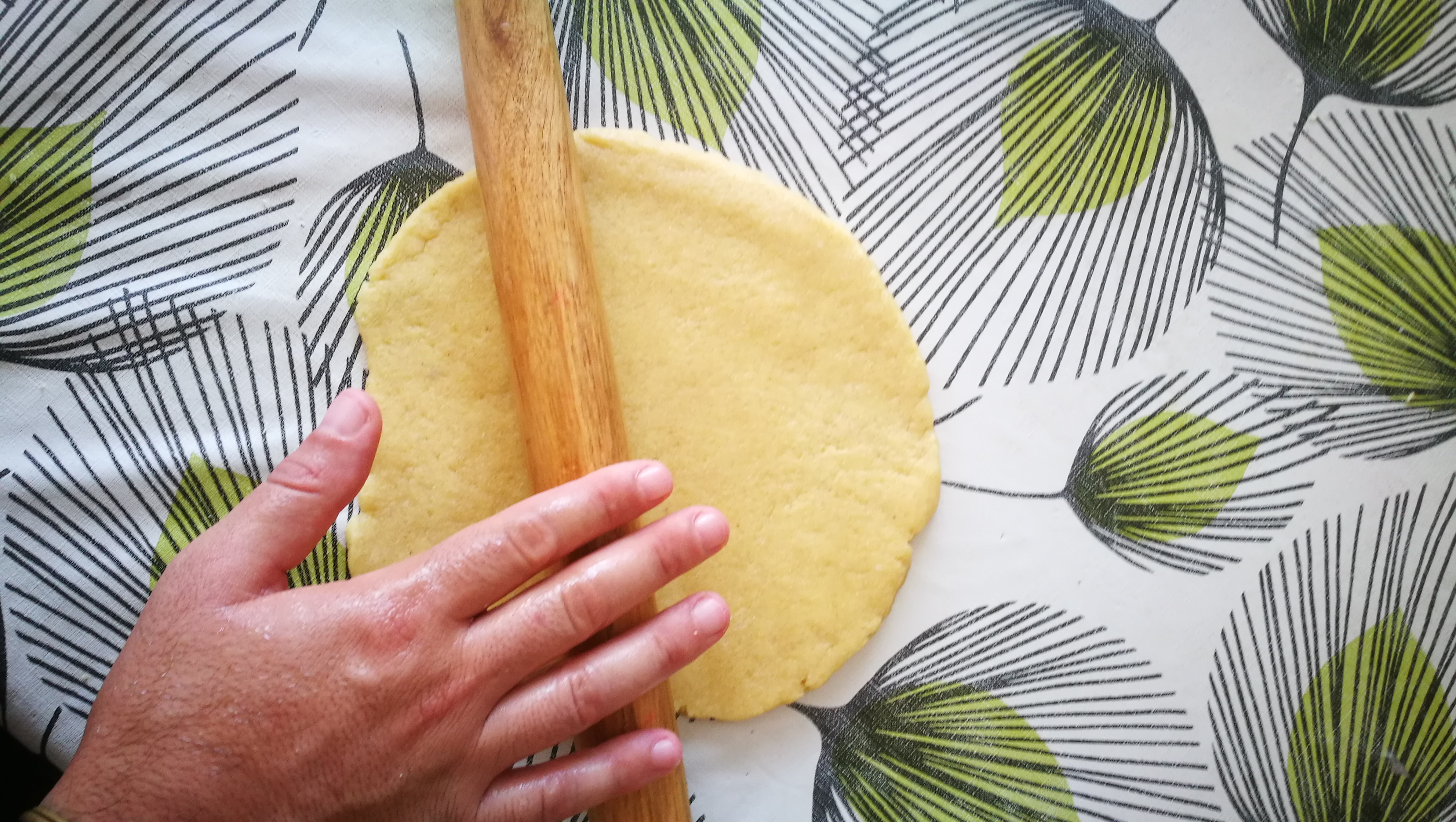
6
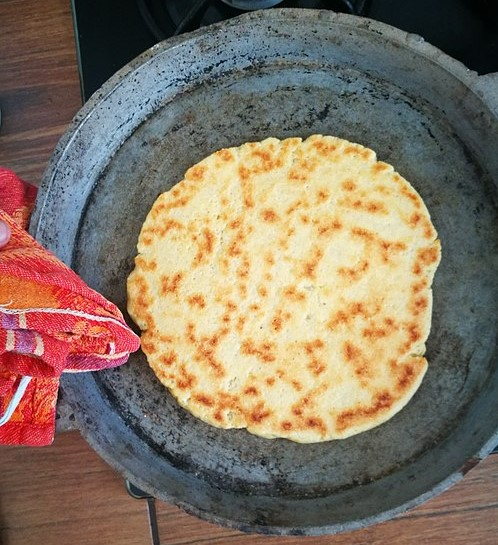
7
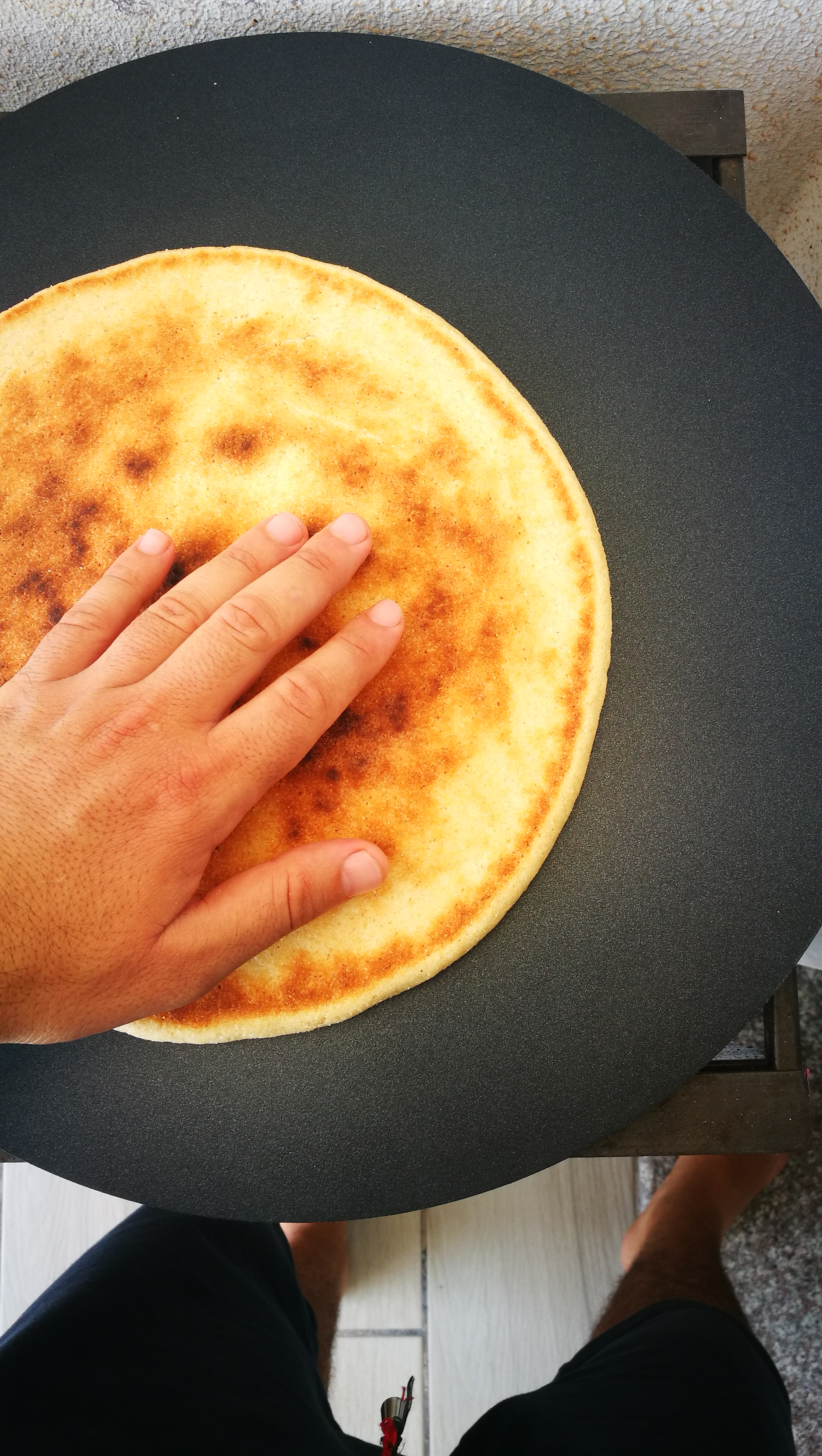
8
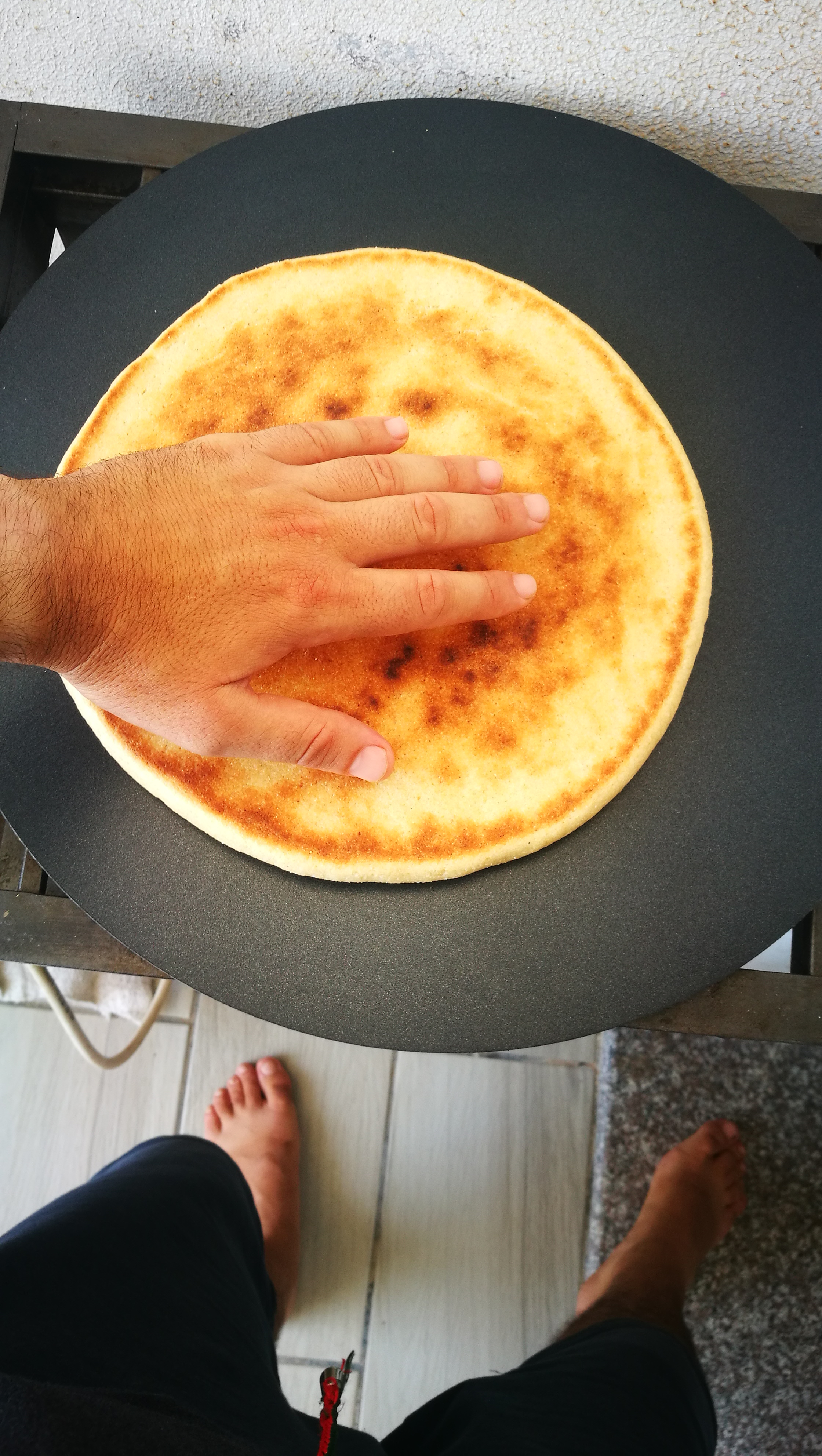
9